# Панченко Євгеній Олексійович
Євгеній Олексійович Панченко (нар. 12 липня 1996, Черкаси, Україна) — український футболіст, воротар ЛНЗ .

## Життєпис
Євгеній Панченко народився 12 липня 1996 року в Черкасах. Вихованець місцевої СДЮШОР, в якій виступав до 2013 році. У сезоні 2013/14 років виступав за юнацьку та молодіжну команди «Севастополя» (20 матчів, 45 пропущених м'ячів). Наступного сезону виступав у юнацькій команді харківського «Металіста» (2 матчі, 3 пропущені м'ячі). У 2015 та 2016 роках виступав у чемпіонаті Черкаської області в клубах «Ретро» (Ватутіне) та «Лідер» (Золотоношський район).
У 2017 році приєднався до першолігового «Черкаського Дніпра». Дебютував у складі черкаського клубу 8 травня 2017 року в переможному (1:0) домашньому поєдинку 29-го туру проти охтирського «Нафтовика». Євгеній вийшов на поле в стартовому складі та відіграв увесь матч, відстоявши «на нуль».